# 1827
Cette page concerne l'année 1827 (MDCCCXXVII en chiffres romains) du calendrier grégorien.
L'année 1827 est une année commune qui commence un lundi.

## Événements

### Afrique
- 18 février : création du collège de Fourah Bay en Sierra Leone[1].
- 5 avril : début d’une expédition de Linant de Bellefonds sur le Nil Blanc[2].
- 13 avril : mort de l’explorateur britannique Hugh Clapperton, à Sokoto où il était reçu par Mohammed Bello[3].
- 30 avril : incident diplomatique à Alger. Le dey soufflette avec son éventail le consul de France Deval. L’épisode, qui entraîne la rupture avec la France, fait suite à des intrigues financières menées par Deval avec les argentiers du dey, les Bacri-Busnach. Charles X envoie une escadre dirigée par le capitaine de vaisseau Collet qui décrète le blocus maritime d’Alger le 12 juin[4].
- 10 août : mort de Nandi, la mère de Tchaka[5]. La tradition rapporte que Tchaka aurait imposé un deuil long et cruel aux Zoulous (interdiction de consommer du lait pendant trois mois, prohibition des relations sexuelles pendant un an, mise à mort de tous les coupables, en particulier les femmes enceintes).
- 27 novembre : le commodore britannique Owen s’installe sur l’île de Fernando Poo[6] en prenant prétexte de l’accord hispano-britannique de lutte contre la traite et tente de convaincre les Espagnols de vendre l’île au Royaume-Uni.
- 4 décembre, Madagascar : mise en service d’une presse qui permet de publier et de diffuser des ouvrages religieux en malgache[7]. Environ 4 000 Malgaches savent alors lire et écrire dans leur langue.

- Les Maures du Trarza et les Wolofs attaquent les colons français du Waalo, au Sénégal, ce qui déclenche l’intervention française ; la paix est conclue le 25 mars 1829[8].
- Le sultan du Maroc Abd ar-Rahman, confronté à de graves difficultés économiques, rétablit la course[9]. Cette initiative envenime ses relations avec les puissances européennes, et le sultan est contraint de s’incliner. Il supprime la piraterie.
- Début des voyages du lettré musulman toucouleur Omar Seydou Tall, le futur El-Hadj Omar au Caire et à La Mecque (1828)[10].
- Colonie du Cap : l’usage de l’anglais est obligatoire dans l’administration, les écoles et les églises[11].

### Amérique
- 26 janvier, Pérou : les troupes colombiennes en garnison à Lima se soulèvent pour le maintien de la Constitution colombienne et contre la Constitution bolivienne. Rupture entre Santander, qui soutient les insurgés, et Simón Bolívar[12]. Le gouvernement péruvien démissionne et un nouveau cabinet décide de mettre un terme à toute intervention étrangère dans les affaires du Pérou[13].

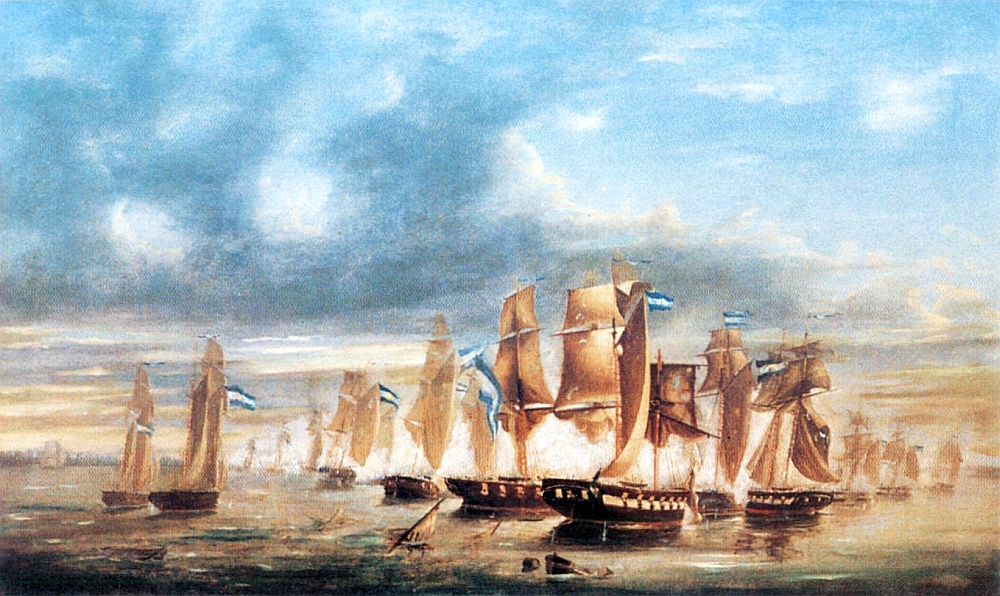
9 février : combat de Juncal.

- 9 février, guerre de Cisplatine : victoire argentine au combat de Juncal sur le fleuve Uruguay[14].
- 20 février, guerre de Cisplatine : bataille d'Ituzaingó entre le Brésil et les forces alliées de l’Argentine et de l’Uruguay[14].

- 7 mars, guerre de Cisplatine : combat de Carmen de Patagones entre les flottes du Brésil et de l’Argentine[15].
- 16 mars : Freedom's Journal, première publication noire aux États-Unis[16].
- 24 juin : un congrès se réunit à Lima. Il révoque la charte de Bolívar de 1826 et élit José de La Mar président de la République du Pérou[13].
- 7 juillet : démission de Bernardino Rivadavia, président unitaire des Provinces-Unies du Río de la Plata, qui s’exile en Europe. Le Congrès se dissout et le Parti fédéraliste reprend le contrôle du pays[15].
- 6 août : convention de commerce signée à Londres entre les États-Unis et le Royaume-Uni[17]. Extension de l’accord commercial de 1818 et confirmation de la possession commune de l’Oregon.

- 12 septembre : fondation du journal chilien El Mercurio[18].

- 15 novembre : nouvel accord territorial avec les Creeks, qui cèdent le reste de leurs terres du sud-est des États-Unis et de Géorgie[19].

### Asie et Pacifique
- 11 janvier : mort du roi Pōmare III. Sa demi-sœur Aimata lui succède sous le nom de Pōmare IV comme reine de Tahiti, Moorea et dépendance[20].
- Mars : les troupes mandchoues entrent à Kachgar pour réprimer la révolte des Turcs du Tarim conduits par le prince Jahangir[21].

- 4 mai : prise de Vientiane par les Siamois[22]. La ville est pillée et ses habitants déportés. Le royaume de Vientiane devient une province siamoise.

- 7 juillet : arrivée des premiers missionnaires catholiques à Hawaii[23]. Les pères de Picpus, Alexis Bachelot, Patrick Short et Abraham Armand, sont chargés par le pape d’évangéliser les îles, mais suscitent l’hostilité des presbytériens déjà présents.

- 1er-13 octobre, guerre russo-persane : les Russes prennent Erevan sur les Perses[24].
- 19 octobre : les Russes occupent Tabriz qui tombe sans résistance[24].

- Japon : le gouvernement shogunal tente une réforme monétaire pour remédier à la crise économique. Elle déclenche aussitôt une émeute des marchands chinois de Nagasaki, qui détruisent des bâtiments officiels[25].

### Europe
- 9 janvier, crise de succession portugaise : victoire des libéraux sur les absolutistes miguelistes portugais à la bataille de Coruche[26].
- Mars : les dernières troupes autrichiennes quittent Naples après cinq ans d’occupation. Le royaume de Naples est proche de la banqueroute[27].
- 10 avril - 8 août : ministère tory de George Canning, Premier ministre du Royaume-Uni[28].
- 14 avril (2 avril du calendrier julien) : l’Assemblée nationale de Trézène désigne Ioánnis Kapodístrias Κυβερνήτης (Gouverneur de la Grèce)[29]. La direction des armées est confiée aux Britanniques, ce qui mécontente les chefs militaires patriotes Yánnis Makriyánnis et Yeóryios Karaïskákis.
- 6 mai, guerre d'indépendance grecque : victoire ottomane sur les patriotes grecs à la bataille de Phalère[30].
- 5 juin : prise d’Athènes par les Ottomans après un siège de neuf mois[30].

- 6 juillet : traité de Londres pour la pacification de la Grèce. Le Royaume-Uni, la France et la Russie reconnaissent l’indépendance grecque refusée par le sultan et s’engagent à combattre ceux qui refuseraient de déposer les armes[30].

- 31 août : début du ministère tory de Frederick John Robinson, 1er vicomte Goderich, Premier ministre du Royaume-Uni (fin le 8 janvier 1828)[31].

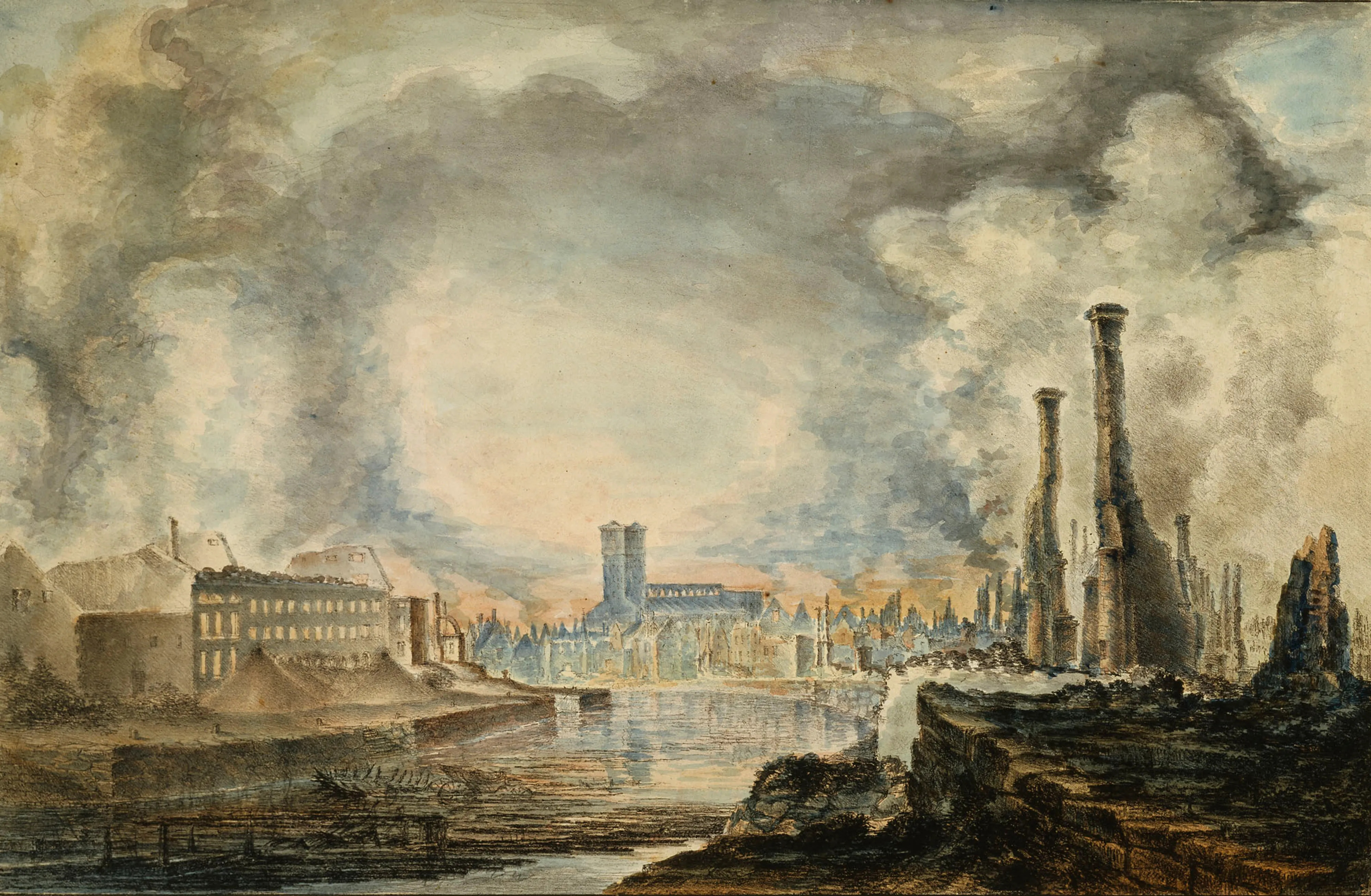
4 septembre : grand incendie de Turku.

- 4 septembre : grand incendie de Turku (Abo). L’université est transférée à Helsingfors en 1828[32].
- 7 septembre (26 août du calendrier julien) : levée extraordinaire en Russie. Première obligation du service militaire pour les Juifs [33].

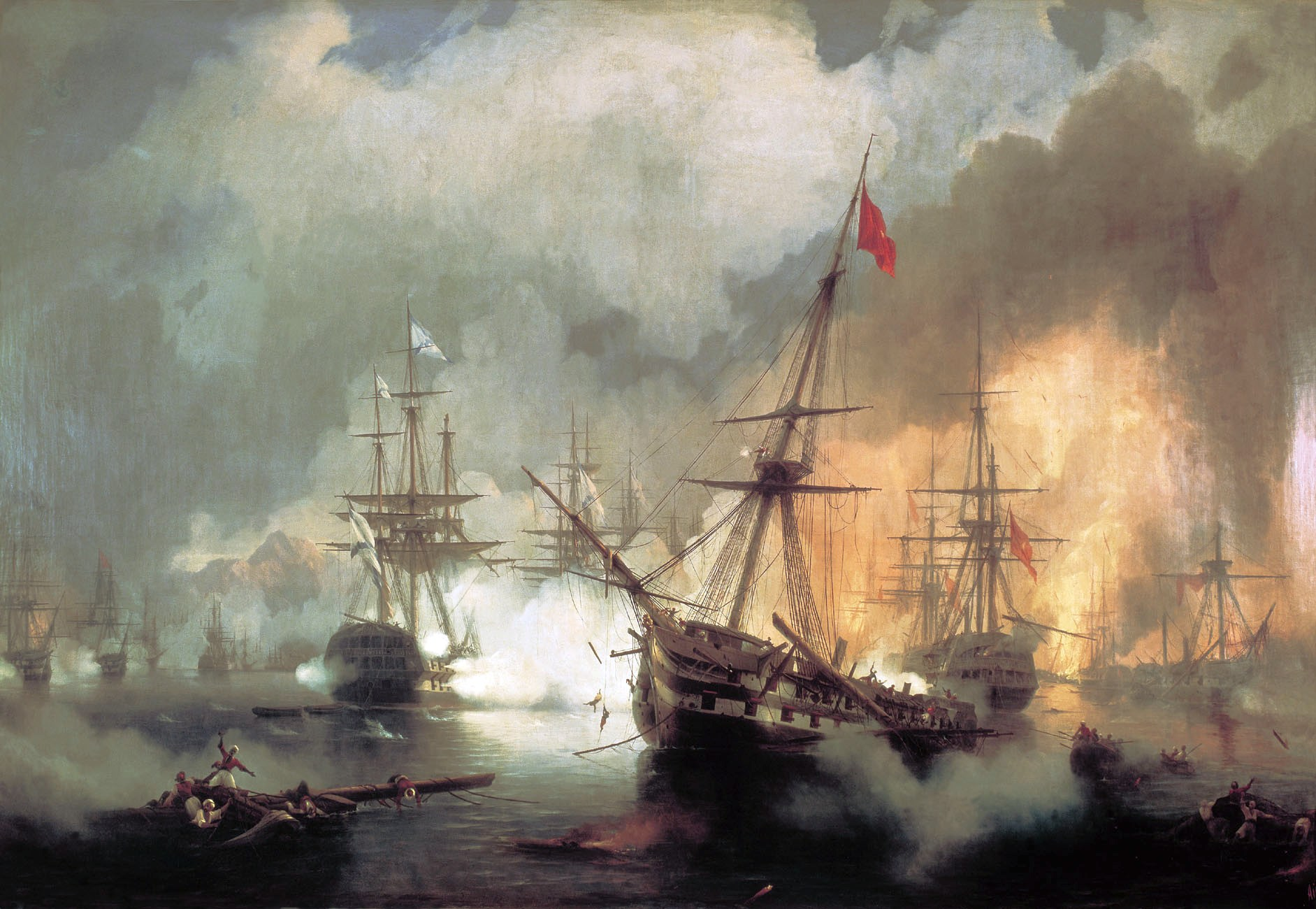
20 octobre : bataille de Navarin

- 20 octobre : la flotte turco-égyptienne est détruite par les escadres britannique, française et russe à la bataille de Navarin[30]. Navarin est la dernière bataille de la marine à voile.

- 18 décembre : le sultan ottoman proclame la guerre sainte pour résister à la Russie et aux Grecs révoltés[30].

- Réouverture de l’université de Lemberg en Galicie, où l’enseignement est donné en latin[34].

## Naissances en 1827
- 9 janvier : Auguste Dupont, pianiste et compositeur belge († 17 décembre 1890).
- 13 janvier : Paul Taconnet, peintre et graveur français († 19 août 1908).
- 18 janvier : Charles Tardieu de Saint Aubanet, agent de renseignements français († 1902).
- 20 janvier : 
  - Dominique Soulé, religieux catholique français († 21 avril 1919).
  - Carl Johan Slotte, agriculteur et homme politique finlandais († 5 novembre 1903).
- 28 janvier : Alfred Grévin, sculpteur, caricaturiste, dessinateur et créateur de costumes de théâtre français († 5 mai 1892).

- 2 février : Oswald Achenbach, peintre allemand († 1er février 1905).
- 9 février : Luigi Fontana, sculpteur, peintre et architecte italien († 27 décembre 1908).
- 10 février :
  - Adolphe Martial Potémont, peintre, aquafortiste et graveur français († 14 octobre 1883).
  - Martín Tovar y Tovar, peintre vénézuélien († 17 décembre 1902).
- 13 février : Julia McGroarty, religieuse américaine († 12 novembre 1901).
- 17 février : Gabriel Gravier, historien, géographe et écrivain français († 18 novembre 1904).
- 26 février : Goseda Hōriū, peintre japonais († 1er février 1892).

- 2 mars : Pierre-Paul Cavaillé, peintre français († 25 juin 1877).
- 8 mars : François Sodar, peintre  d’histoire, portraitiste et professeur de dessin d'origine belge († 8 décembre 1899).
- 16 mars : Ferdinand Meldahl, architecte danois († 3 février 1908).
- 19 mars : Mișu Popp, peintre roumain († 6 mars 1892).
- 21 mars : Andrew Leith Adams, médecin, naturaliste et géologue († 29 juillet 1882).

- 2 avril : William Holman Hunt, peintre britannique († 7 septembre 1910).
- 3 avril : Eugène-Stanislas Oudinot, peintre-verrier français († 22 novembre 1889).
- 9 avril : Maria Susanna Cummins, écrivaine américaine († 1er octobre 1866).
- 10 avril : Lewis Wallace, avocat, général de l'Armée de l'Union lors de la Guerre de Sécession, puis gouverneur du Nouveau-Mexique († 15 février 1905).
- 18 avril : Léon Belly, peintre et orientaliste français († 24 mars 1877).

- 1er mai :
  - Agnes Börjesson, peintre suédoise († 26 janvier 1900).
  - Jules Breton, peintre et poète français († 5 juillet 1906).
- 10 mai : Alphonse de Rothschild, banquier († 26 mai 1905).
- 11 mai : Jean-Baptiste Carpeaux, sculpteur, dessinateur et peintre français († 12 octobre 1875).
- 15 mai : Knud Bergslien, peintre norvégien († 27 novembre 1908).

- 7 juin : Albert Brendel, peintre et graveur allemand († 28 mai 1895).
- 11 juin : Natalie Zahle, pionnière de l'éducation des femmes au Danemark († 11 août 1913).
- 13 juin : Henri Arondel, peintre français († 10 avril 1900).
- 18 juin : Gustave de Suède, prince suédo-norvégien († 24 septembre 1852).
- 20 juin : Vincenzo Cabianca, peintre italien († 22 mars 1902).

- 15 juillet : Carl Ludwig Doleschall naturaliste autrichien († 26 février 1859).
- 18 juillet : Pierre-Lambert Goossens, cardinal belge, archevêque de Malines († 25 janvier 1906).
- 30 juillet : Jean-Baptiste Arnaud-Durbec, peintre français († 2 février 1910).

- 1er août : Gustave Bley, compositeur et négociant en vin de Champagne français († 1er octobre 1887).
- 5 août : Jean Bilaut, avocat et homme politique belge († 20 janvier 1905).
- 20 août :
  - Jules Duprato, compositeur français († 20 mai 1892).
  - Josef Strauss, compositeur autrichien puis austro-hongrois († 22 juillet 1870).
- 25 août : Émile van Marcke, peintre et gravreur français († 24 décembre 1890).

- 15 septembre : Georges Washington, peintre orientaliste français († 19 novembre 1901).
- 16 septembre : Albert Gaudry, géologue et paléontologue français († 27 novembre 1908).
- 17 septembre : Ludwig Meinardus, compositeur, chef d'orchestre et écrivain sur la musique allemand († 10 juillet 1896).

- 2 octobre : Stéphane Baron, peintre, aquarelliste et aquafortiste français († 16 mai 1882).
- 5 octobre : Arthur Le Moyne de La Borderie, historien français († 17 février 1901).
- 6 octobre : Ferenc Ribáry, historien, géographe, linguiste et universitaire hongrois († 17 mai 1880).
- 21 octobre : Charles Laberge, avocat, journaliste, militaire et homme politique canadien († 3 août 1874).
- 27 octobre : Eugène Mathieu, compositeur, chef d’orchestre et éditeur de musique français († 4 décembre 1899).
- 28 octobre : Pietro Volpes, peintre italien († 8 mars 1924).

- 3 novembre : Hiester Clymer, homme politique américain († 12 juin 1884).
- 12 novembre : Gustav Adolf Merkel,organiste et compositeur allemand († 30 octobre 1885).
- 17 novembre : Pierre-Honoré Hugrel, peintre français († 18 mai 1899).
- 26 novembre : Ellen White, cofondatrice de l'Église adventiste du septième jour († 16 juillet 1915).
- 27 novembre :
  - Maxime Lalanne, peintre, graveur et illustrateur français († 29 juillet 1886).
  - Édouard Moyse, peintre, graveur et illustrateur français († 1er juin 1908).
- 29 novembre : Lev Lagorio, peintre de marines russe († 22 décembre 1905).

- 17 décembre : Alexander Wassilko von Serecki, homme politique autrichien puis austro-hongrois († 20 août 1893).
- 18 décembre :
  - Melchior Doze, peintre français († avril 1913).
  - Konstantin Pobedonostsev, homme politique russe († 23 mars 1907).
- 25 décembre : Étienne Léopold Trouvelot, peintre, lithographe, astronome et entomologiste amateur français († 22 avril 1895).
- 27 décembre : Achille Dien, peintre et violoniste français († 2 janvier 1904).
- 29 décembre : Eugène Castelnau, peintre français († 2 novembre 1894).

- Date inconnue :
  - Giorgi Kartvelichvili, homme d'affaires et philanthrope géorgien († 1901).
  - Rodolfo Morgari, peintre italien († 1909).
  - Ivan Troutnev, peintre russe († 18 février 1912).
  - Mary Walton, inventrice américaine († ?).

## Décès en 1827
- 11 janvier : Pomare III, roi de Tahiti, Moorea et dépendance (° 1820).
- 15 janvier : Joseph Dufour, créateur de papier peint panoramique français (° 13 décembre 1754).
- 29 janvier : Martin Johann Jenisch (père), marchand et homme politique allemand (° 22 juin 1760).

- 7 février : Giuseppe Velasco, peintre italien de la période néoclassique (° 16 décembre 1750).
- 22 février : Charles Willson Peale, peintre et naturaliste américain (° 15 avril 1741).

- 5 mars :
  - Alessandro Volta, physicien et chimiste lombard, inventeur de la première pile électrique (° 18 février 1745).
  - Pierre-Simon de Laplace, mathématicien, astronome et physicien (° 23 mars 1749).
- 9 mars : Gustaf Erik Hasselgren, peintre suédois (° 15 novembre 1781).
- 26 mars : Ludwig van Beethoven, compositeur allemand à Vienne, Autriche (° 17 décembre 1770).

- 2 avril : Ludwig Heinrich Bojanus, médecin et naturaliste allemand (° 16 juillet 1776).
- 21 avril : Thomas Rowlandson, caricaturiste britannique (° 14 juillet 1756).

- 19 mai : Pierre-Antoine Mongin, peintre et graveur français (° février 1761).

- 26 juin : Gabriel Feydel, avocat et homme politique français, député de la sénéchaussée du Quercy aux États généraux (° 9 septembre 1744).
- 29 juin : Georges Scheyermann, musicien et organiste français (° février 1767).

- 6 juillet : Jean François Bosio, peintre, dessinateur et graveur français (° 17 juin 1764).
- 8 juillet : Robert Surcouf, capitaine corsaire (° 12 décembre 1773).
- 14 juillet : Augustin Fresnel, physicien français (° 10 mai 1788).

- 4 août : Claude-Pierre de Delay d'Agier, écrivain et homme politique français (° 25 décembre 1750).
- 12 août : William Blake, poète, peintre et graveur britannique (° 28 novembre 1757).
- 27 août : Bernardo de Vera y Pintado, avocat et homme politique espagnol puis argentin et chilien (° 1780).
- 31 août : Jean Boudreau, homme politique canadien (° 1748).

- 10 septembre : Ugo Foscolo, écrivain et poète italien, membre de l'Académie des sciences de Turin. (° 6 février 1778).
- 19 septembre : Morten Thrane Brünnich, zoologiste et minéralogiste danois (° 30 septembre 1737).

- 2 octobre : Antoine François Philippe Dubois-Descours de la Maisonfort, général et écrivain français (° 23 juin 1763).
- 12 octobre : John Eager Howard, soldat et homme politique américain (° 4 juin 1752).
- 15 octobre : Alexandre-Louis Lachevardière, homme politique français (° 1765).

- 13 décembre : Fabrizio Dionigi Ruffo, cardinal italien de la curie romaine (° 16 septembre 1744).

- Date inconnue :
  - Matteo Desiderato, peintre italien (° 1750).
  - James Hook, compositeur et organiste anglais (° 3 juin 1746).
  - James Paroissien, médecin, aventurier, militaire et homme d'affaires britannique naturalisé argentin (° 1781).